# Woodsia philippsii
Woodsia philippsii är en hällebräkenväxtart som beskrevs av Michael D. Windham. Woodsia philippsii ingår i släktet Woodsia och familjen Woodsiaceae. Inga underarter finns listade.